# Последний подвиг Камо
«Последний подвиг Камо» — художественный фильм режиссёров Степана Кеворкова и Григория Мелик-Авакяна.
Последний фильм кинотрилогии («Лично известен», «Чрезвычайное поручение», «Последний подвиг Камо») о революционере-большевике С. А. Тер-Петросяне.
Художники фильма — Пётр Бейтнер, Валентин Подпомогов.
Другое название: «Камо».
Премьера: 26 августа 1974 (Москва).

## Сюжет
В России идёт Гражданская война, сгущаются тучи контрреволюции…
Камо исполнилось 40 лет, его направляют учиться в академию, он женится, но Дзержинский решает его отправить в опасное путешествие, в Персию, под видом полковника Сурена Заленяна, для внедрения в контрреволюционную организацию.

## В ролях
- Гурген Тонунц — Камо
- Анатолий Фалькович — Феликс Дзержинский
- Ия Саввина — Софья, жена Камо
- Гаруш Хажакян — Ашот Адалян, профессор, эмигрант-заговорщик
- Бабкен Нерсесян — Цатурян, эмигрант-заговорщик
- Ованес Ванян — Армен[1], сын профессора-эмигранта Ашота Адаляна
- София Девоян — Нина Адалян, племянница профессора, дочь Вартана Адаляна
- Метаксия Симонян — Арша, жена профессора-эмигранта Ашота Адаляна
- Владимир Маренков — Степан, эмигрант-заговорщик
- В. Белановский — Венедиктов, сотрудник ЧК
- Владимир Абаджян — Хемвепет Восканян, офицер-эмигрант
- Юрий Багинян — Залинян, полковник-белогвардеец
- Бениамин Овчиян — отец Нины
- Артём Карапетян — Карахан, заместитель наркома иностранных дел
- Степан Кеворков — Мангасаров
- Бадри Кобахидзе — Маклинток, английский инженер
- Юрий Леонидов — полковник в Тегеране (роль дублирует Александр Белявский)
- Гурам Сагарадзе — посол
- Алексей Головин — Агамалян, эмигрант-заговорщик в Тегеране
- Игорь Безяев — Боба Докутович, ротмистр, эмигрант-белогвардеец
- Вячеслав Гостинский — Григорий
- Вадим Грачёв — Табаков, следователь ЧК
- Борис Битюков — эмигрант-белогвардеец
- Николай Волков — эмигрант-белогвардеец
- Николай Горлов — эмигрант-белогвардеец
- Николай Дупак — Каретников, начальник военной академии
- Дмитрий Масанов — председатель приёмной комиссии
- Любовь Соколова — член приёмной комиссии
- Владимир Татосов — сотрудник ЧК, встречал Софью на вокзале
- Владислав Цыганков — член приёмной комиссии
- Дмитрий Орловский — член приёмной комиссии

### Озвучивание
- Иван Рыжов — Вартан Адалян, брат профессора-эмигранта Ашота Адаляна
- Александр Белявский — полковник в Тегеране (роль Юрия Леонидова)

## Съёмочная группа
- Режиссёры: Степан Кеворков, Григорий Мелик-Авакян
- Сценаристы: Георгий Капралов, Семен Туманов
- Операторы: Иван Дилдарян, Альберт Явурян
- Композитор: Эдгар Оганесян
- Художник: Рафаэль Бабаян